# Харитон Лукић
Харитон (Сеоце, 21. новембар 1960 — Призрен, 15. јун 1999) био је монах Српске православне цркве који је страдао за време рата на Косову и Метохији.

## Биографија
Радослав Лукић рођен је у селу Сеоце код Куршумлије у радничко-сељачкој породици са много деце. Отац му се звао Будимир (1928–1973), а мајка Милка (1929–1975). На крштењу добио је име Радослав. Свој монашки пут је започео у манастиру Црна Река, код Рибарића, 1995. године. Након две године, још увек као искушеник, премештен је, од стране епископа рашко-призренског Артемија, у манастир Светих Архангела код Призрена, који је тада био у обнови. Замонашен је 1998. године, а то је било прво монашење у манастиру Светих Архангела после 550 година.

### Отмица и страдање
Непосредно након уласка немачких снага КФОР-а на Космет, припадници терористичке организације ОВК киднаповали су оца Харитона, 15. јуна 1999. године. Злочинци су га ухватили на очиглед војника КФОР-а који нису предузели ништа да злочин спрече, док је отац Харитон одвођен на место мучења и страдања.
Након више од годину дана трагања за њим, Комисија за ексхумацију несталих и киднапованих Срба пронашла је измасакрирано и обезглављено тело монаха Харитона, 8. августа 2000. године, у необележеном гробу, на гробљу албанског села Тусус, код Призрена. Према извештају вештака, глава је одсечена оштрим предметом, поломљена му је кичма, неколико ребара и кости леве руке, а недостаје и неколико кичмених пршљенова. Тело је нађено у његовој монашкој мантији и џемперу, а уз њега су истражитељи пронашли и његову личну карту и бројаницу. Утврђено је да су му прслук и џемпер расечени са предње стране и у пределу срца, што је указивало на то да је оцу Харитону стомак био распорен и да је избоден ножем у пределу срца. Након масакра који је над мучеником Харитоном извршен, одсечена му је глава. Глава монаха Харитона још увек није нађена. Недалеко од његовог тела пронађена су и тела неколико Срба пострадалих у исто време. Сви докази, као и извештај вештака, предати су истражитељима Међународног суда за ратне злочине у Хагу али суд ништа није предузео.

### Канонизација
На многим медијским порталима у мају 2016. године могла се пронаћи вест:
"Монах Харитон је као Преподобни новомученик Харитон Косовски прибројан Сабору Светих одлуком Сабора игумана Епархије рашко-призренске у егзилу, дана 16. маја 2016. године, у манастиру Светог Јована Крститеља у Љуљацима. За датум његовог спомена одређен је 28. септембар (по старом календару) тј. 11. октобар (по новом календару). Истога дана је и спомен Преподобног Харитона Исповедника, светитеља по коме је отац Харитон добио своје монашко име."
Међутим, Епархија рашко-призренска у егзилу није канонски призната ни од једне помесне православне цркве. Сходно томе, Харитон није званично канонизован за светитеља, иако га народ због његовог мученичког страдања слави као таквог.